# Jaroslav Seifert

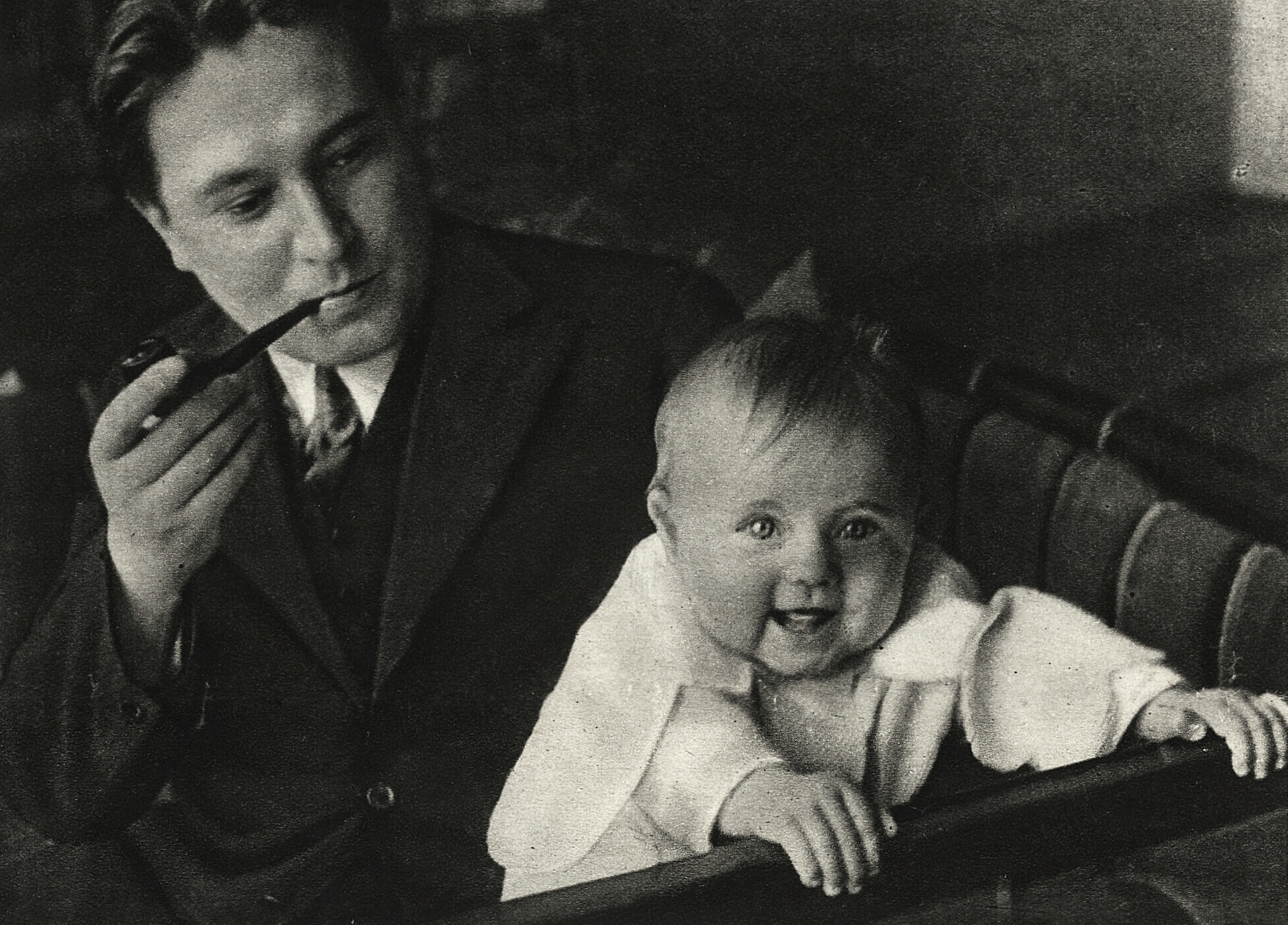
Jaroslav Seifert 1931 med dottern Jana Seifertová.

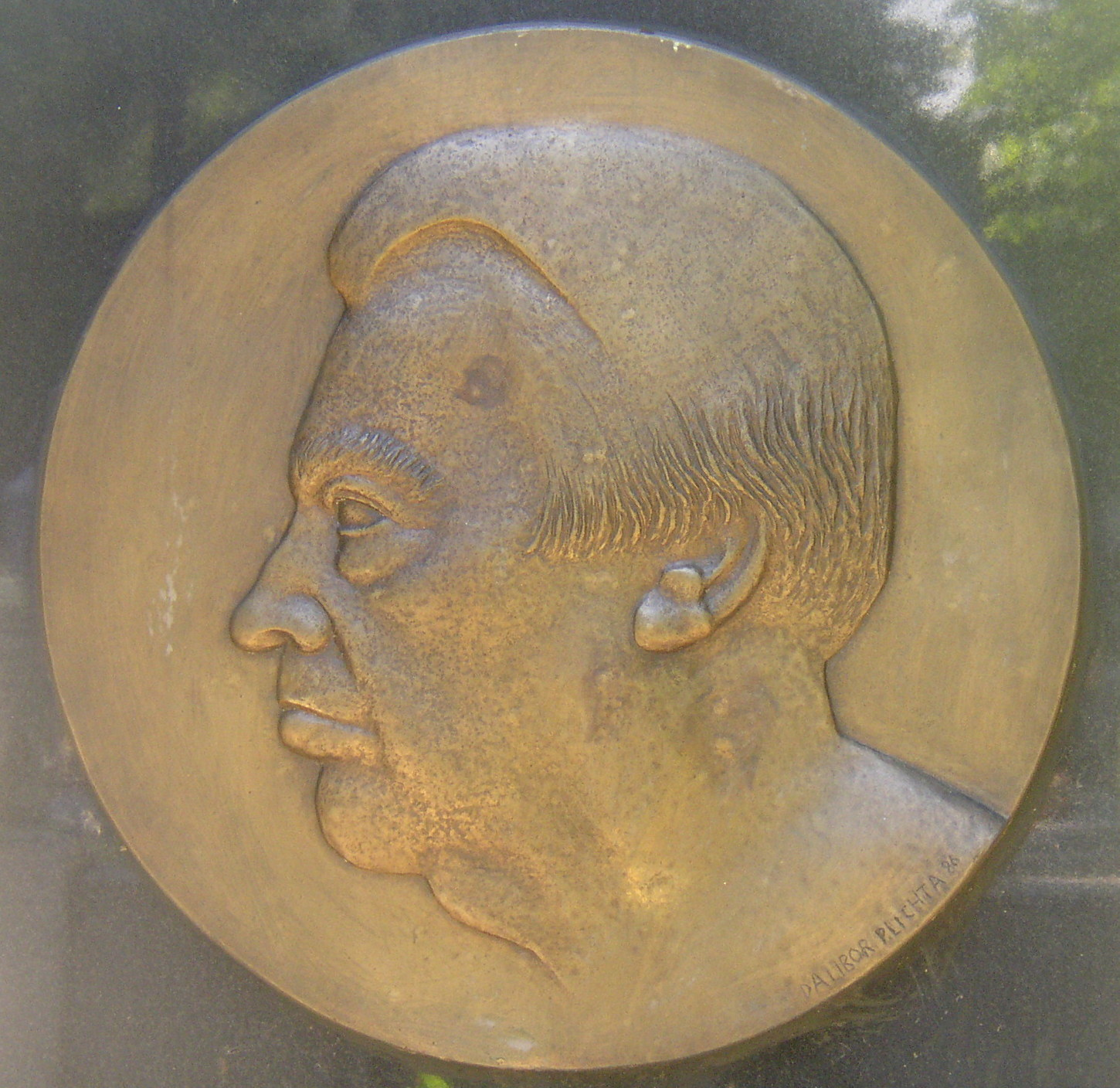
Reliefporträtt av Jaroslav Seifert på hans grav i Kralupy nad Vltavou i Tjeckien.

Jaroslav Seifert (tjeckiskt uttal (fil) [ˈjaroslaf ˈsajfr̩t]), född 23 september 1901 i Žižkov, en förstad till Prag i Österrike-Ungern (i nuvarande Tjeckien), död 10 januari 1986 i Prag i Tjeckoslovakien (Tjeckien), var en tjeckisk poet som förenade verstekniskt mästerskap med modernistisk förnyelse i sina dikter. Han var en av banbrytarna för modernismen i tjeckisk poesi.
Genom sitt engagemang i Pragvåren 1968 ådrog han sig publiceringsförbud.

## Utmärkelser
År 1984 tilldelades han Nobelpriset i litteratur.
Asteroiden 4369 Seifert är uppkallad efter honom.